# جيمي بورنس
جيمي بورنس (بالإنجليزية: Jamie Burns)‏ (6 مارس 1984 ببلاكبول في المملكة المتحدة - ) هو لاعب كرة قدم بريطاني في مركز الوسط. لعب مع نادي بلاكبول ونادي بوري ونادي موركامب.

## وصلات خارجية
- جيمي بورنس على موقع قاعدة بيانات كرة القدم.إي يو (الإنجليزية)
- جيمي بورنس على موقع Soccerbase.com (لاعب) (الإنجليزية)